# Franklin Asa Nims
Franklin Asa „Frank“ Nims (* 27. August 1854 in Manlius, New York; † 2. Januar 1935 in Anderson (Indiana)) war ein US-amerikanischer Fotograf, der u. a. für seine Landschaftsaufnahmen vom Grand Canyon und aus den Rocky Mountains bekanntgeworden ist.

## Familie
Seine Eltern waren Asa Nims and Alvira Elizabeth (Moulter) Millis. Franklin A. Nims hatte vier Brüder, nämlich Edwin, Horace, Hobart (oder Hebert) und George Nims.
Über Franklin Nims Kindheit und Jugend ist wenig bekannt.
Nims war zweimal verheiratet, zunächst ab 28. September 1881 mit Estella Lilia (Whaite) Baker, mit der er in El Paso, Colorado, getraut wurde. Wann genau ihre Ehe endete, ist unbekannt; jedenfalls vor dem 16. September 1890, als seine ehemalige Ehefrau Estella ihren neuen Ehemann Seth Baker heiratete.
Am 5. Februar 1894 heiratete Nims dann im Boulder County, Colorado, erneut, und zwar Margaret Lillian (Gale) Nims. Er hatte vier Kinder aus seinen beiden Ehen: aus erster Ehe Arthur Franklin (Nims) Baker, aus zweiter Ehe Gerald Nims, Valiant Gale Nims und Eleanor Nims.

## Berufs- und Lebensweg

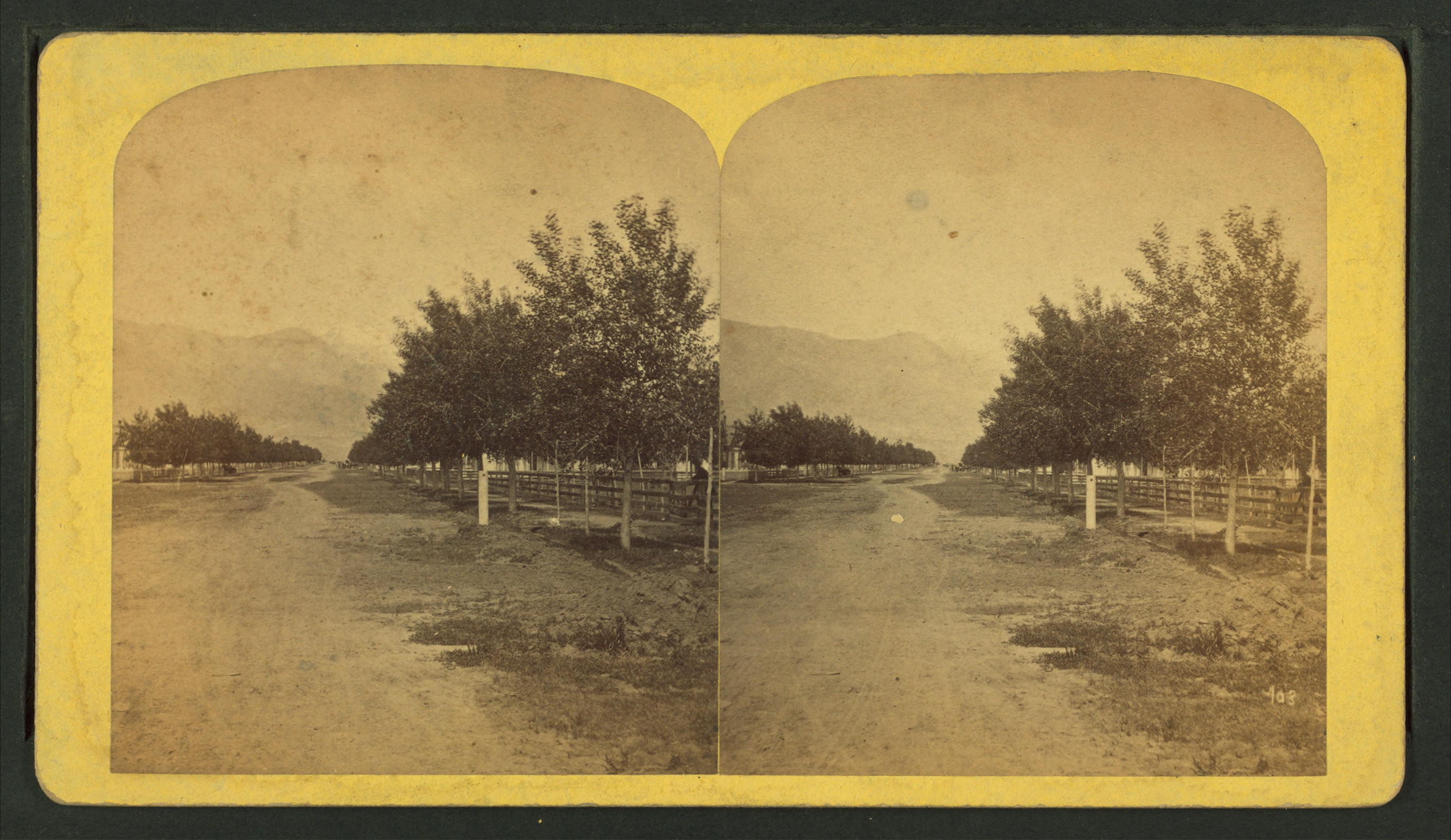
Colorado Springs, Fotografie von Franklin A. Nims

Im Jahr 1879, im Alter von 25 Jahren, arbeitete Nims als angestellter Fotograf in Colorado Springs, Colorado, auf der Nordseite der Huerfano Street, westlich der Tejon Street.
Im Jahr 1880 scheint er in Manitou, Colorado, gelebt zu haben, bei einer Familie Thurlow, möglicherweise zur Untermiete. Nachdem Nims’ Kollege, der Fotograf Byron H. Gurnsey, am 19. November 1880 verstarb, führte Franklin A. Nims offenbar eine Zeitlang Gurnseys Fotoatelier in Colorado Springs im Auftrag von dessen Witwe fort.
Am 28. September 1881 heiratete Nims seine Estella Lilia Whaite.
Im Jahr 1882 arbeitete er als Landschaftsfotograf in der South Tejon Street 20 und wohnte in der East Costilla Street 117 in Colorado Springs, Colorado.
Im Sommer 1889 nahm Franklin Nims an der Brown-Stanton-Expedition zur Erkundung des Grand Canyon des Colorado-Flusses teil. Der erste Expeditionsleiter Frank Mason Brown hatte die „Denver, Colorado Canyon and Pacific Railroad“-Eisenbahngesellschaft (DCC & PRR Co.) gegründet, deren Ziel der Bau einer Eisenbahnlinie von Colorado nach Kalifornien war, deren Strecke zu einem großen Teil durch den Grand Canyon verlaufen sollte. Um die Machbarkeit dieses Vorhabens zu prüfen, wurde die Brown-Stanton-Expedition durchgeführt, für die Frank Brown unter anderen den Fotografen Franklin Nims und den Ingenieur Robert Brewster Stanton anwarb. Am 25. Mai 1889 brach die insgesamt 16-köpfige Crew unter Browns Leitung am Green River im Utah-Territorium auf. Im Juli 1889 erreichte die Expedition den Marble Canyon im Arizona-Territorium, wo innerhalb von fünf Tagen drei Expeditionsteilnehmer ums Leben kamen, darunter, am 10. Juli 1889, der Expeditionsleiter Frank Brown selbst. Die übrige Mannschaft brach die Expedition daraufhin zunächst bis zum Winter 1889/1890 ab.
Ab dem 10. Dezember 1889 wurde die Expedition unter Leitung des Ingenieurs Robert Brewster Stanton am Crescent Creek im Utah-Territorium wieder aufgenommen. Unter den zwölf Teilnehmern der zweiten Expedition waren vier Mitglieder der ersten Crew, darunter auch der Fotograf Franklin A. Nims. Am Neujahrstag 1890 stieg Nims auf eine Klippe, um von dort aus zu fotografieren, verlor aber den Halt und stürzte aus fast sieben Metern Höhe auf Felsen. Dabei brach er sich den Schädel und ein Bein und zog sich ernsthafte innere Verletzungen zu. Er soll bis zum 12. Januar 1890, also zwölf Tage lang, das Bewusstsein nicht wiedererlangt haben. In einer tagelang andauernden Rettungsaktion trugen ihn andere Expeditionsmitglieder auf einer improvisierten Trage aus dem Canyon heraus. Seine Retter und er erreichten erst am 26. Januar 1890 Winslow (Arizona), wo Nims von einem Arzt untersucht und dann in die Eisenbahn gebracht wurde. Am 31. Januar 1890, einen Monat nach seinem schweren Unfall, erreichte Nims Denver.
Über Franklin Nims Sturz berichteten am 29. Januar 1890 die Aspen Daily Times, der Los Angeles Herald und der Colorado Daily Chieftain.
Nims führte ein Tagebuch über seine Grand Canyon-Expedition, das im Jahr 1967 von Dwight L. Smith unter dem Titel The Photographer and the River, 1889–90: Franklin A. Nims’ Colorado Canyon Diary im Stagecoach Press-Verlag in Santa Fé herausgegeben wurden.
Es scheint, dass Nims nach der Grand Canyon-Expedition nicht mehr als Fotograf gearbeitet hat. Im 18. Juni 1890 wurde Nims zum Notar im Arapahoe County, Colorado, bestellt.
Etwa vier Jahre nach seinem schweren Unfall, am 5. Februar 1894, heiratete Nims seine zweite Ehefrau, Margaret Lillian Gale.
Im Jahr 1900 lebte Franklin Nims mit seiner zweiten Ehefrau Margaret Lillian und seinem sechsjährigen Sohn Valiant in Greeley (Colorado).
Am 17. April 1901 wurde Nims als Notar im Weld County, Colorado, eingesetzt, in dem die Stadt Greeley liegt.
Der Zensus von 1910 verzeichnet Franklin Nims als Einwohner von Greeley, Weld County, Colorado, in einem Haushalt mit seiner Frau Margaret Lillian, seinem Sohn Valiant, seiner Tochter Elenor und seiner Schwiegertochter Edith.
Franklin Asa Nims starb am 2. Januar 1935 in Anderson (Indiana) und wurde auf dem Riverside-Friedhof in Denver, Colorado, in Block 13, Lot 73, beerdigt.